# Flavio Robatto
Flavio Robatto (Río Cuarto, Córdoba; 16 de enero de 1974) es un exfutbolista y Entrenador  de fútbol argentino. Actualmente dirige a Bolívar de la Primera División de Bolivia.

## Trayectoria como jugador
Como jugador, Robatto hizo todas las divisiones inferiores en Estudiantes de Río Cuarto.

"Soy de Río Cuarto, una ciudad muy futbolera, de donde es Pablo "Payasito" Aimar, de donde es Matías "Pony" Oyola, con los cuales tuve la oportunidad de compartir, con Matías no tanto, porque es más chico, pero sí con Pablo, que es 79, y jugábamos en el mismo equipo, en el equipo más tradicional de Río Cuarto, que es Estudiantes, que hoy está en segunda división."
Declaración de Robatto para una entrevista.

Posteriormente, llegó a Platense de Primera División de Argentina, allí permanece tres años. Luego, recaló en el Club Comunicaciones de la Primera B Metropolitana donde permaneció tres años.
En el ocaso de su carrera volvió a su natal Río Cuarto fichando con el Alberdi, pero una lesión crónica cortó su carrera como futbolista.

## Trayectoria como entrenador

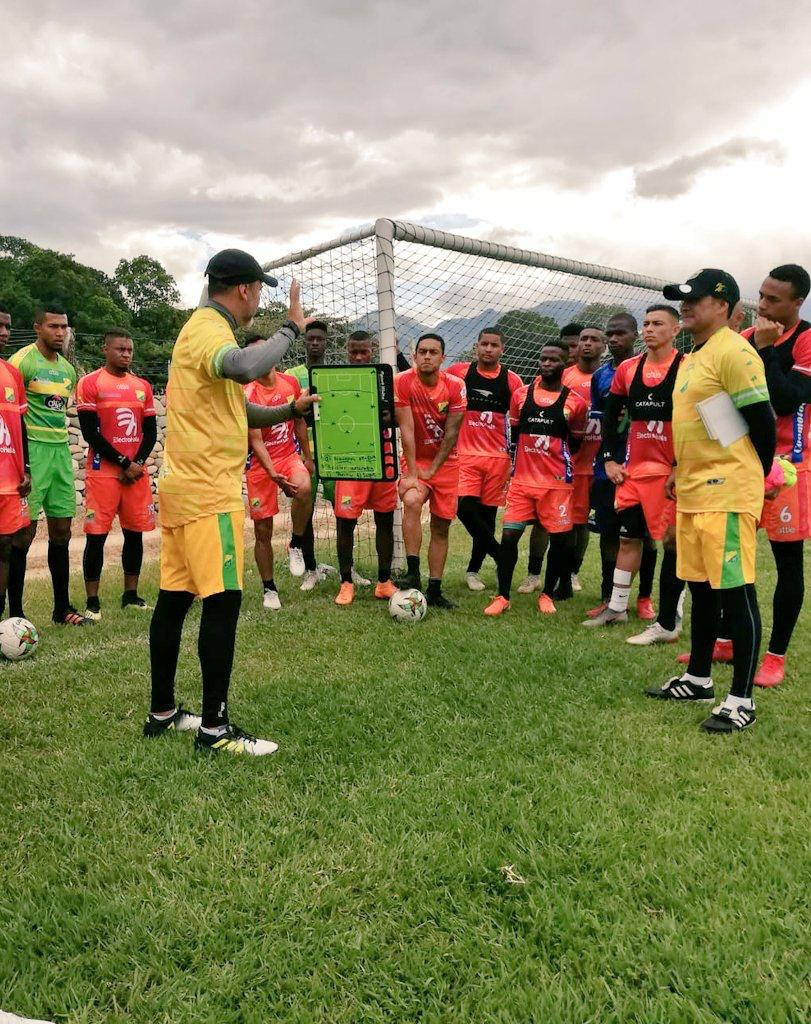
Robatto entrenando al Atlético Huila

A pesar de su juventud, decidió prepararse y estudiar la carrera de Director Técnico Profesional de Fútbol, dictada por la ATFA (Asociación de Técnicos del Fútbol Argentino) en 2004, obteniendo la segunda mejor nota de su curso.
En 1998, el  Club Comunicaciones (Buenos Aires) le brindó la oportunidad de comenzar a dirigir, donde estuvo durante dos temporadas. Luego, pasó al Centro Cultural Alberdi de Río Cuarto, dirigiendo las inferiores y el plantel de Primera Profesional durante cuatro años.
De allí pasó al Club Andino de la Rioja como DT de Primera Profesional donde participó en la Liga Riojana de Fútbol y del Torneo Argentino C.
A finales de 2006, regresó a su ciudad y se hizo cargo de la dirección del primer equipo profesional del  Club Renato Cesarini , en la temporada 2004-2005 de la Liga Regional de Fútbol.
Durante esos seis años (2000-2006) dirigiendo tanto clubes profesionales como inferiores, cosechó grandes éxitos, logrando el ascenso de categoría con Centro Cultural Alberdi y obteniendo el premio al mejor Director Técnico en 2004.
En 2007, se mudó a la ciudad de Villa Valeria para dirigir al Club Atlético y Cultural Villa Valeria. En 2008, pasó al  Club Atlético y Biblioteca Central Argentino  y luego a las categorías inferiores del Club Atlético Vélez Sarfield .

### Estudiantes
A finales de 2009,  Robatto llega al  Club Atlético Estudiantes en la Liga Santiagueña de Fútbol , para afrontar el Torneo del Interior 2010. Tras quedar eliminado tempraneramente es dimitido de su cargo luego de cuatro meses.

### Barcelona SC
Luego de 12 años de trabajo ininterrumpidos en los que poco a poco fue teniendo logros en distintos clubes del interior de la Argentina se hizo conocido por una forma de dirigir, una metodología similar a la de Marcelo Bielsa, y a mediados del 2011 el exjugador de la selección de Ecuador y DT ecuatoriano Álex Aguinaga lo invitó a sumarse a su cuerpo técnico como asistente en el Barcelona Sporting Club de Guayaquil (Ecuador), la cual Flavio aceptó.
Su trabajo fue tan bueno que se quedó durante otros 4 años coordinando las categorías inferiores y donde paralelamente también asistió técnicamente a los entrenadores del primer equipo Luis Zubeldía, Gustavo Costas, Luis Soler, Carlos Ischia. Con Rubén Israel consiguen ganar la Segunda Etapa 2014 y el Subcampeonato del Campeonato Ecuatoriano de Fútbol 2014.

### Sport Norte América
En el primer trimestre de 2015 Robatto fue a dirigir a Club Sport Norte América donde se consagró campeón de la Segunda Categoría del Guayas.

### Millonarios
Pocos días después de ese gran logro conseguido en Ecuador, el entrenador  uruguayo Rubén Israel  lo llamó para que regresara como su asistente técnico en Millonarios de Colombia. Durante ese período (2015-16), lograron colocar al equipo en los primeros puestos del campeonato, luchando por el título hasta las instancias finales. Además, para Robatto a su llegada fue relevante que su compatriota Juan José Irigoyen, quien es oriundo de la misma ciudad en la que él nació, ya hubiera jugado en este club, lo que facilitó su adaptación y acercó aún más los lazos entre ellos.

“Cuando fui a firmar mi contrato surgió la palabra Río Cuarto y enseguida me dijeron ‘la tierra del búho’, en referencia a Juan José Irigoyen y me contaron su historia en el club, me mostraron fotos de un tipo que hizo 81 goles en 2 años. Dejó muchos recuerdos, por ejemplo el delegado del plantel de primera división jugó con Juan y dice que era un jugador tremendo y que hacía un gol por partido. En lo personal representa un orgullo y acá todavía no sé si la gente reconoce que tenemos una persona de semejante magnitud.”
Declaración de Robatto durante la ceremonia de la Escuela de Técnicos de Río Cuarto, donde fue designado por Millonarios para entregar una camiseta a Irigoyen, en homenaje a su trayectoria con el cuadro bogotano.

### Cúcuta Deportivo
Al comenzar el 2017 luego de varias opciones finalmente el 20 de marzo de 2017 fue presentado como nuevo entrenador del Cúcuta Deportivo de la Categoría Primera B de Colombia, donde llegó a la semifinal de la primera etapa.

### Alianza Atlético Sullana
Luego de la experiencia en la segunda categoría del fútbol de Colombia, tuvo la oportunidad de dirigir en el primer nivel del fútbol de Perú asumiendo los mandos del club Alianza Atlético Sullana.

### Jaguares de Córdoba
El 22 de agosto de 2018 volvió a Colombia para hacerse cargo del Atlético Bucaramanga, sin embargo, fue destituido cinco días más tarde ya que se le vínculo con un equipo en el ascenso de Polonia. Un mes más tarde es presentado en el  Jaguares de Córdoba dirigiendo en el Torneo Finalización de la Categoría Primera A.

### Liga de Loja
En 2019 retornó a Ecuador para asumir como DT del equipo Liga de Loja.

### Atlético Huila
En 2020 fue contratado para dirigir al equipo de Atlético Huila de la segunda División de Colombia.

### Nacional Potosí
En abril de 2021 asumió como entrenador de Nacional Potosí de la Primera División de Bolivia. Permaneció en el cargo hasta agosto del mismo año. Dirigió 8 partidos, 4 victorias, 3 empates y 1 derrota. La dirigencia decidió sacarlo luego de un empate 2-2 frente a Real Santa Cruz.
En diciembre de 2021, la dirigencia de Nacional Potosí vuelve a contratarlo para la temporada 2022. Con el conjunto Rancho Guitarra, en el Torneo Apertura avanzó a cuartos de final, donde fue eliminado por Blooming en penales. Clasificó por primera vez a Nacional Potosí a la Copa Libertadores. A finales del 2022, la dirigencia del club decidió no renovar su contrato, decisión rechazada por los hinchas del club y también para hinchas de otros clubes que destacaban su trabajo en el fútbol boliviano.
En marzo de 2023, la dirigencia de Nacional Potosí decide contratarlo nuevamente tras la mala imagen del equipo en la Copa Libertadores 2023 y la liga local.

### Bolívar
El 5 de enero de 2024 fue anunciado como nuevo entrenador de Club Bolívar de Bolivia.

## Clubes

### Como jugador
| Club           | País      | Año |
| -------------- | --------- | --- |
| Platense       | Argentina | ?   |
| Comunicaciones | Argentina | ?   |
| Alberdi        | Argentina | ?   |

### Como asistente
| Club                   | Año         | Asistente de   |
| ---------------------- | ----------- | -------------- |
| Barcelona SC · Ecuador | 2011 - 2015 | Álex Aguinaga  |
| Barcelona SC · Ecuador | 2011 - 2015 | Luis Zubeldía  |
| Barcelona SC · Ecuador | 2011 - 2015 | Gustavo Costas |
| Barcelona SC · Ecuador | 2011 - 2015 | Luis Soler     |
| Barcelona SC · Ecuador | 2011 - 2015 | Carlos Ischia  |
| Barcelona SC · Ecuador | 2011 - 2015 | Rubén Israel   |
| Millonarios · Colombia | 2015 - 2016 | Rubén Israel   |

### Como entrenador
| Comunicaciones Argentina       | 4.ª                 | 1998-99             |     |     |    |    | -  | - | - | - | -  | -  | - | - |     |     |    |    |        |
| Comunicaciones Argentina       | Total               | Total               |     |     |    |    | 0  | 0 | 0 | 0 | 0  | 0  | 0 | 0 |     |     |    |    |        |
| Alberdi Argentina              | 5.ª                 | 2000-04             |     |     |    |    | -  | - | - | - | -  | -  | - | - |     |     |    |    |        |
| Alberdi Argentina              | Total               | Total               |     |     |    |    | 0  | 0 | 0 | 0 | 0  | 0  | 0 | 0 |     |     |    |    |        |
| Cesarini Argentina             | 6.ª                 | 2004-05             |     |     |    |    | -  | - | - | - | -  | -  | - | - |     |     |    |    |        |
| Cesarini Argentina             | Total               | Total               |     |     |    |    | 0  | 0 | 0 | 0 | 0  | 0  | 0 | 0 |     |     |    |    |        |
| Andino SC Argentina            | 5.ª                 | 2006                |     |     |    |    | -  | - | - | - | -  | -  | - | - |     |     |    |    |        |
| Andino SC Argentina            | Total               | Total               |     |     |    |    | 0  | 0 | 0 | 0 | 0  | 0  | 0 | 0 |     |     |    |    |        |
| Alberdi Argentina              | 6.ª                 | 2006                |     |     |    |    | -  | - | - | - | -  | -  | - | - |     |     |    |    |        |
| Alberdi Argentina              | Total               | Total               |     |     |    |    | 0  | 0 | 0 | 0 | 0  | 0  | 0 | 0 |     |     |    |    |        |
| Central Argentino Argentina    | 6.ª                 | 2008                |     |     |    |    | -  | - | - | - | -  | -  | - | - |     |     |    |    |        |
| Central Argentino Argentina    | Total               | Total               |     |     |    |    | 0  | 0 | 0 | 0 | 0  | 0  | 0 | 0 |     |     |    |    |        |
| Atlético Mitre Argentina       | 6.ª                 | 2009                |     |     |    |    | -  | - | - | - | -  | -  | - | - |     |     |    |    |        |
| Atlético Mitre Argentina       | Total               | Total               |     |     |    |    | 0  | 0 | 0 | 0 | 0  | 0  | 0 | 0 |     |     |    |    |        |
| Atlético Estudiantes Argentina | 5.ª                 | 2010                | 4   | 0   | 1  | 3  | -  | - | - | - | -  | -  | - | - | 4   | 0   | 1  | 3  | 8.33%  |
| Atlético Estudiantes Argentina | Total               | Total               | 4   | 0   | 1  | 3  | 0  | 0 | 0 | 0 | 0  | 0  | 0 | 0 | 4   | 0   | 1  | 3  | 8.33%  |
| Norte América · Ecuador        | 3.ª                 | 2015                | 12  | 9   | 2  | 1  | -  | - | - | - | -  | -  | - | - | 12  | 9   | 2  | 1  | 80.56% |
| Norte América · Ecuador        | Total               | Total               | 12  | 9   | 2  | 1  | 0  | 0 | 0 | 0 | 0  | 0  | 0 | 0 | 12  | 9   | 2  | 1  | 80.56% |
| Cúcuta Deportivo · Colombia    | 2.ª                 | 2017                | 34  | 18  | 6  | 10 | 6  | 1 | 3 | 2 | -  | -  | - | - | 40  | 19  | 9  | 12 | 55%    |
| Cúcuta Deportivo · Colombia    | Total               | Total               | 34  | 18  | 6  | 10 | 6  | 1 | 3 | 2 | 0  | 0  | 0 | 0 | 40  | 19  | 9  | 12 | 55%    |
| Alianza Atlético · Perú        | 2.ª                 | 2018                | 8   | 1   | 2  | 5  | -  | - | - | - | -  | -  | - | - | 8   | 1   | 2  | 5  | 20.83% |
| Alianza Atlético · Perú        | Total               | Total               | 8   | 1   | 2  | 5  | 0  | 0 | 0 | 0 | 0  | 0  | 0 | 0 | 8   | 1   | 2  | 5  | 20.83% |
| Jaguares de Córdoba · Colombia | 1.ª                 | 2018                | 9   | 1   | 2  | 6  | 2  | 0 | 2 | 0 | -  | -  | - | - | 11  | 1   | 4  | 6  | 21.21% |
| Jaguares de Córdoba · Colombia | Total               | Total               | 9   | 1   | 2  | 6  | 2  | 0 | 2 | 0 | 0  | 0  | 0 | 0 | 11  | 1   | 4  | 6  | 21.21% |
| Liga de Loja · Ecuador         | 2.ª                 | 2019                | 19  | 4   | 5  | 10 | -  | - | - | - | -  | -  | - | - | 19  | 4   | 5  | 10 | 29.82% |
| Liga de Loja · Ecuador         | Total               | Total               | 19  | 4   | 5  | 10 | 0  | 0 | 0 | 0 | 0  | 0  | 0 | 0 | 19  | 4   | 5  | 10 | 29.82% |
| Atlético Huila · Colombia      | 2.ª                 | 2020                | 8   | 4   | 3  | 1  | 3  | 2 | 1 | 0 | -  | -  | - | - | 11  | 6   | 4  | 1  | 66.67% |
| Atlético Huila · Colombia      | Total               | Total               | 8   | 4   | 3  | 1  | 3  | 2 | 1 | 0 | 0  | 0  | 0 | 0 | 11  | 6   | 4  | 1  | 66.67% |
| Nacional Potosí · Bolivia      | 1.ª                 | 2021                | 8   | 4   | 3  | 1  | -  | - | - | - | -  | -  | - | - | 8   | 4   | 3  | 1  | 62.5%  |
| Nacional Potosí · Bolivia      | 1.ª                 | 2022                | 42  | 21  | 7  | 14 | -  | - | - | - | -  | -  | - | - | 42  | 21  | 7  | 14 | 55.56% |
| Nacional Potosí · Bolivia      | 1.ª                 | 2023                | 26  | 13  | 6  | 7  | 9  | 3 | 2 | 4 | -  | -  | - | - | 35  | 16  | 8  | 11 | 53.33% |
| Nacional Potosí · Bolivia      | Total               | Total               | 76  | 38  | 16 | 22 | 9  | 3 | 2 | 4 | 0  | 0  | 0 | 0 | 85  | 41  | 18 | 26 | 55.3%  |
| Bolivar · Bolivia              | 1.ª                 | 2024                | 38  | 23  | 9  | 6  | -  | - | - | - | 8  | 5  | 1 | 2 | 46  | 28  | 10 | 8  | 68.12% |
| Bolivar · Bolivia              | 1.ª                 | 2025                | 17  | 10  | 3  | 4  | 5  | 2 | 0 | 3 | 9  | 5  | 0 | 4 | 31  | 17  | 3  | 11 | 58.07% |
| Bolivar · Bolivia              | Total               | Total               | 55  | 33  | 12 | 10 | 5  | 2 | 0 | 3 | 17 | 10 | 1 | 6 | 77  | 45  | 13 | 19 | 64.07% |
| Total en su carrera            | Total en su carrera | Total en su carrera | 213 | 103 | 47 | 63 | 25 | 8 | 8 | 9 | 17 | 10 | 1 | 6 | 263 | 126 | 57 | 80 | 55.13% |
| 1. 2. 3.                       |                     |                     |     |     |    |    |    |   |   |   |    |    |   |   |     |     |    |    |        |

## Palmarés

### Como entrenador

#### Campeonatos nacionales
- Campeón Liga de Río Cuarto ascenso de Argentina con Alberdi, 2004.
- Campeón Torneo Federal Ascenso con Cesarini, 2005.
- Campeón Segunda Categoría de Guayas con Club Sport Norte América , (2015).
- Campeón Torneo Clausura con Bolívar, 2024.
- Campeón Primera División de Bolivia con Bolívar, 2024.

#### Distinciones individuales
- Flavio es el segundo estudiante con mejor promedio de los graduados en la (ATFA) Asociación de Técnicos de Fútbol Argentino 2004.
- Premio magazine al mejor entrenador 2004.

## Plano personal
Robatto posee la nacionalidad italiana. Además, está casado con una colombiana, con quien tiene un hijo, se conocieron en Bogotá mientras era asistente técnico en Millonarios.